# Mesto (DJ)
Melle Stomp (Amstelveen; 30 de septiembre de 1999), conocido artísticamente como Mesto, es un DJ, remezclador y productor discográfico neerlandés.

## Biografía
Mell Stomp nació el 30 de septiembre de 1999  en Amstelveen , Países Bajos . Cuando tenía 6 años, comenzó a tocar el violín. A la edad de 11 años, comenzó a tocar la batería y poco después se interesó en hacer música. También desarrolló un interés en Deep House y Future House cuando escuchó "Gecko" de Oliver Heldens y se enseñó a sí mismo a hacerlo en YouTube. A la edad de 14 años, se inspiró cuando 'tocó' un set de DJ por primera vez, lo que lo llevó a descargar software especializado, FL Studio, y le permite comenzar a componer. Comenzó a hacer producir deep house a esa misma edad, pero fue variando hacia el house un poco más duro, así como al future house. Estudió en la Herman Brood Academy, una escuela de producción en Utrecht a la que también asistieron Martin Garrix y Julian Jordan.

### Carrera musical
En 2014 comenzó su carrera musical con el lanzamiento de su sencillo "Go!", en colaboración con Alex Ranzino. Después realizó un remix del tema "Raise Yours Hands Up" de Ummet Ozcan, que contó con la colaboración de Mike Williams. Después realizó los remixes de "Lean On" (canción original de DJ Snake, Major Lazer y MØ) y de "Satisfied" (canción original de Showtek y Vassy). Después sacó su single "Tetris", el 9 de diciembre de 2015. Colaboró con Martin Garrix y Justin Mylo en un nuevo tema: "Bouncybob", que salió a la luz el 31 de diciembre de 2015.
También realizó un remix de la canción "Another You" de Armin Van Buuren y Mr. Probz.
El 10 de octubre de 2016 firmó un contrato con la discográfica Spinnin Records.

## Discografía

### Sencillos
- 2014: GO! (con Alex Ranzino)[6]
- 2015: New York
- 2015: Tokyo[7]
- 2015: Rio[8]
- 2015: Tetris (Truffle Butter Mashup)[9]
- 2015: Bouncybob (con Martin Garrix & Justin Mylo) [Spinnin' Records]
- 2016: WIEE (con Martin Garrix) [STMPD RCRDS]
- 2017: Chatterbox (con Fox Stevenson) Spinnin' Records
- 2017: Step Up Your Game [Spinnin' Records]
- 2017: Bruh (con Curbi) [Musical Freedom]
- 2017: Chances (feat Brielle Von Hugel) [Spinnin' Records]
- 2018: Coming Home (con Tiësto) [Musical Freedom]
- 2018: Save Me (con Jay Hardway) [ Spinnin' Records ]
- 2018: Give Me Love [Musical Freedom]
- 2018: Missing You [ Spinnin' Records ]
- 2018: Wait Another Day (con Mike Williams) [ Spinnin' Records ]
- 2019: Leyla [ Spinnin' Records ]
- 2019: Can't get Enough (con Tiësto) [Musical Freedom]
- 2019: Back & Forth [ Spinnin' Records ]
- 2019: Your Melody (con Jonas Aden) [ Musical Freedom ]
- 2019: Never Alone (con Felix Jaehn & VCATION) [ Virgin ]
- 2019: Don't Worry (con Aloe Blacc) [ Spinnin' Records ]
- 2020: The G.O.A.T (con Oliver Heldens) [ Heldeep Records ]
- 2020: Long Time (con Brooks)  [ Spinnin' Records ]
- 2020: Looking Back  [ Spinnin' Records ]
- 2020: When We're Gone (con Justin Mylo) [ STMPD RCRDS ]
- 2021: Don´t Wait (con Dastic & Claudy)  [ Spinnin' Records ]
- 2022: Limitless (con Martin Garrix)  [ STMPD RCRDS ]
- 2022: Where Do We Go (con Vluarr)  [ Spinnin' Records ]
- 2022: Better Days (feat. Aloe Blacc) [Spinnin' Records]

### Remixes
- 2014: Magic! - Rude (Mesto & Benfield Remix)
- 2014: Ummet Ozcan - "Raise Your Hands" (Mike Williams & Mesto Future Bootleg) [Spinnin' Records]
- 2015: Major Lazer & DJ Snake feat. MØ - "Lean On" (Mesto Future Bootleg) [Mad Decent][10]
- 2015: Showtek feat. Vassy - "Satisfied" (Mesto Future Bootleg)
- 2016: G-Eazy & Bebe Rexha - "Me, Myself & I" (Mesto Remix)[11]
- 2016: Armin van Buuren feat. Mr. Probz - "Another You" (Mesto Bootleg)
- 2016: Ill Phil - "Seven Nation Army" (Mesto Remix)
- 2016: Florian Picasso - "Final Call" (Mesto & Justin Mylo Remix) [Protocol Recordings][12]
- 2016: NERVO & Askery - "Alone" (feat. Brielle Von Hugel) (Mesto Remix) [Spinnin' Records]
- 2017: DVBBS & CMC$ - "Not Going Home" (feat. Gia Koka) (Mesto Remix)
- 2017: David Guetta & Afrojack feat. Charli XCX & French Montana - "Dirty Sexy Money" (Mesto Remix) [What A Music]
- 2018: Sam Feldt & Girls Love DJs feat. Joe Cleere - "Just Dropped In (My Condition)" (Mesto Remix) [Spinnin' Remixes]
- 2018: Kungs & Stargate ft. Gustavo Puquio - Be right here  (Mesto Remix)
- 2021: Mike Williams & Felix Jaehn feat. Jordan Shaw - Without You (Mesto Remix) [Universal Music Group]

### Futuros Lanzamientos
- ”ID” Lucas & Steve & Mesto